# Емил Оберхолцер
Емил Оберхолцер (на немски: Emil Oberholzer) е швейцарски психиатър.

## Биография
Роден е на 24 декември 1883 година в Цвайбрюкен, Германия. В началото на 1908 г. получава обучението си по психиатрия от Ойген Блойлер (1857 – 1939) в Цюрих, а след това е асистент в психиатричната клиника в Шафхаузен от 1911 до 1916 г. През 1919 г. открива своя частна практика в Цюрих, а през 1938 емигрира в Ню Йорк, където практикува психоанализа.
Оберхолцер е ранен практикуващ фройдистка психоанализа и тълкуване на сънищата. В началото на юни 1913, той получава лична анализа от Фройд и продължава да бъде психоанализиран интензивно по фройдистки маниер за период от няколко години. С жена си Мира Гинзбург (1887 – 1949) и швейцарският пастор Оскар Пфистер (1873 – 1956) основава Швейцарското общество за психоанализа през 1919 г.
Оберхолцер асистира на Херман Роршах (1884 – 1922) в развиването на тест за интерпретация на формите и по-късно обучава американските психиатри, на които впоследствие представя Теста на Роршах в САЩ.
Умира на 4 май 1958 година в Ню Йорк на 74-годишна възраст.